# Sindrome da ipereosinofilia
Per sindrome da ipereosinofilia, in campo medico, si intende una condizione i cui si riscontra un marcato aumento di eosinofilia nel corpo degli esseri viventi.

## Eosinofilia normale
La conta è ritenuta normale quando si attesta a misure quali 0.4 x 109/L (0.1 - 0.6) e deve essere inferiore a 500 mm³.

## Patologie associate
Molti studi si stanno compiendo per comprendere le malattie che si associano alla sindrome, come nel caso della fibrosi miocardica.

## Terapie
Il trattamento per normalizzare l'anomalia dipende dalla patologia associata, ad esempio in caso di ipersensibilità al cibo l'uso di azatriopina è indicato.